# José I Adán de Schwarzenberg
José I Adán de Schwarzenberg (15 de diciembre de 1722, Viena - 17 de febrero de 1782, Viena), 4º príncipe de Schwarzenberg, fue un noble germano-bohemio.

## Biografía
José I nació como hijo de Adán Francisco Carlos, 3º príncipe de Schwarzenberg, y de Leonor de Schwarzenberg (1682-1741).
Cuanto tenía 10 años de edad, su padre murió en un accidente de caza y nominalmente sucedió a su padre como 4º príncipe de Schwarzenberg y como caballero de la Orden del Toisón de Oro. Fue K.u.K. Chambelán, Geheimrat, Obersthofmeister de la emperatriz María Teresa y, finalmente, Staats- und Konferenzminister. 
José I de Schwarzenberg se casó el 22 de agosto de 1741 en Mariaschein cerca de Teplice, con María Teresa von und zu Liechtenstein (28 de diciembre de 1721 - 19 de enero de 1753), hija del príncipe José Juan Adán de Liechtenstein y de María Ana de Oettingen-Spielberg. Poco después él y su esposa construyeron la iglesia en Postelberg, en gratitud por el nacimiento de un heredero. En 1767 José I compró la finca de Neuschloss.
El 5 de diciembre de 1746 por Bohemia y el 8 de diciembre de 1746 por el Sacro Imperio Romano Germánico, José I de Schwarzenberg recibió el diploma de príncipe, ampliado al efecto de que todos los descendientes masculinos o femeninos del matrimonio recibían el permiso de utilizar el título de "príncipe" o "princesa" y por lo tanto fue elevado al rango de príncipe imperial y al estatus de príncipe bohemia.

## Hijos
Joosé de Schwarzenberg engendró cuatro hijos y cinco hijas:
- Juan I Nepomuceno Antonio (3 de julio de 1742 - 5 de octubre de 1789), 5º príncipe de Schwarzenberg.
- María Ana (6 de enero de 1744 - 8 de agosto de 1803), casada en 1764 con Ludwig von Zinzendorf.
- José Wenzel (26 de marzo de 1745 - 4 de abril de 1764)
- Antonio (11 de abril de 1746 - 7 de marzo de 1764)
- María Teresa (30 de abril de 1747 - 21 de enero de 1788), casada con Siegmund von Goëss.
- María Leonor (13 de mayo de 1748 - 3 de mayo de 1786)
- Francisco José (8 de agosto de 1749 - 14 de agosto de 1750)
- María Josefa (24 de octubre de 1751 - 7 de abril de 1755)
- María Ernestina (18 de octubre de 1752 - 12 de abril de 1801), casada con Franz Xaver von Auersperg.